# آریک اوگونبواله
آریک اوگونبواله (انگلیسی: Arike Ogunbowale؛ زادهٔ ۲ مارس ۱۹۹۷) بازیکن بسکتبال اهل ایالات متحده آمریکا است.